# 朴貞洙
朴貞洙（1953年6月1日—），或译朴贞秀、朴正秀、朴正淑，韓國女演員。

## 个人生活
朴贞洙自2008年起与韩国演员鄭敬淏的父亲、电视剧导演鄭乙永公开交往并同居，至今未登记结婚。

## 演出作品

### 電視劇

#### 1990年代
- 1993年：MBC《Pilot》飾 尹美子
- 1997年：KBS《草原之光》
- 1998年：MBC《對於愛情》
- 1999年：MBC《許浚》

#### 2000年代
- 2000年：SBS《茱麗葉的男朋友》
- 2003年：SBS《初戀（朝鲜语：첫사랑 (2003년 드라마)）》
- 2003年：KBS《玫瑰籬笆》
- 2003年：MBC《大長今》飾 前提調尙宮
- 2003年：KBS《保標向前衝》
- 2004年：KBS《美麗的誘惑》
- 2004年：MBC《漢江戀歌》飾 朴瑞玉
- 2004年：MBC《洪所長的秋天》
- 2005年：SBS《香港特急》飾 申女士
- 2005年：MBC《春日的微笑》
- 2005年：KBS《奇男怪女》飾 鄭娜蘿
- 2006年：SBS《殘缺的愛》
- 2006年：MBC《我們結婚吧》
- 2006年：MBC《火花遊戲》飾 朴珍花
- 2006年：SBS《素足的愛》
- 2007年：MBC《冬候鳥》飾 淑子
- 2007年：SBS《相愛的人啊》
- 2008年：MBC《我人生的黃金期》
- 2009年：SBS《相愛不易》飾 朴愛淑
- 2009年：MBC《享受人生》飾 羅玉鳳

#### 2010年代
- 2010年：MBC《同伊》飾 明聖王后金氏
- 2010年：SBS《姊姊妹妹站起來》飾 英玉
- 2010年：MBC《逆轉女王》
- 2010年：MBC《燦爛人生》飾 陳娜熙
- 2011年：SBS《要帥氣的生活》飾 千燕德
- 2012年：SBS《依然是你》飾 金怡賢
- 2012年：MBC《彷彿愛過》飾 安守美
- 2013年：MBC《握住我的手》飾 羅琴子
- 2013年：tvN《馬鈴薯星2013QR3》飾 美淑（客串）
- 2013年：SBS《溫暖的一句話》飾 秋英愛
- 2014年：MBC《媽媽》飾演 姜明子
- 2014年：MBC《說出你的願望》飾演 振希母（特別演出）
- 2014年：MBC《全都是泡菜》飾演 婦產科院長（客串）
- 2014年：MBN《天國的眼淚》飾演 趙女士
- 2014年：MBC《暴風的女子》飾演 李明愛
- 2014年：MBC《Drama Festival－加縫》飾演 50代的慶熙
- 2015年：SBS《上流社會》飾演 賣場顧客
- 2016年：MBC《結婚契約》飾演 尹善英
- 2016年：MBC《好人》飾演 朴美善
- 2016年：tvN《法妻當自強》飾演 吳正林
- 2016年：SBS《嫉妒的化身》飾演 尹玉姬
- 2018年：MBC《入贅丈夫吳作鬥》飾演 朴正玉
- 2018年：OCN《火星生活》（特別演出）
- 2019年：KBS《我世上最漂亮的女兒》飾演 河美玉

#### 2020年代
- 2024年：TVING《愛情少一啪》饰演 秀芝的婆婆（特别出演）

### 電影
- 1990年：《南部軍》饰演 明子同志
- 1991年：《韩国小子》
- 1992年：《儿子和恋人》
- 1993年：《亚当睁开眼》
- 1997年：《校园变身》饰演 银妃的母亲
- 1998年：《十七》饰演 艺珍的母亲
- 1999年：《直到我们相见》饰演 崔女士（未上映）
- 2002年：《情爱魔力》饰演 智慧的母亲
- 2005年：《逆转的名手》饰演 母亲
- 2007年：《京义线》饰演 汉娜的母亲（特别出演）
- 2009年：《國家代表》饰演 阔太太（特别出演）
- 2023年：《蜘蛛网》飾演 吳女士

## 奖项
- 1974年：MBC演技大獎—新人演技奖
- 2010年：MBC演技大奖—中坚演员部门黄金演技奖

## 外部連結
- 朴貞洙在NAVER上的资料